# 나카무라 다이키
나카무라 다이키(일본어: 中村 大樹, 1962년 12월 25일 ~)는 일본의 성우이다.

## 출연
- B-로봇 가브타크 (쿠와지로)